# Niskotemperaturna fizika
Niskotemperaturna fizika ili kriofizika (grč. ϰρύος: studen, mraz + fizika) je grana fizike koja se bavi proučavanjem tvari i pojava na niskim temperaturama, obično nižima od 77,3 K ili -195,79 °C (vrelište dušika), a najviše se bavi suprafluidnošću i supravodljivošću. Razvija se otkako je Heike Kamerlingh Onnes uspio ukapljiti helij (1908.). U Institutu za fiziku Sveučilišta u Zagrebu niskotemperaturna svojstva čvrstih tvari istražuju se od 1964. Na Fizičkom odsjeku Prirodoslovno-matematičkog fakulteta u Zagrebu, korištenjem 3He kriostata (od 2003.) mogu se ostvariti pokusi do temperatura od 250 mK. Atomske pare mogu se laserskim metodama ohladiti na još niže temperature.

## Povijest
Supravodljivost je 1911. otkrio Heike Kamerlingh Onnes dok je proučavao ovisnost električnoga otpora žive o temperaturi. Primijetio je da na temperaturama nižima od 4.2 K (-269 °C) električni otpor pada na nemjerljivo malu vrijednost. Zbog supravodljivosti će, na primjer, u olovnom prstenu uronjenom u ukapljeni helij, istosmjerna električna struja nastaviti teći i godinama nakon što se izvor struje isključi. Walther Meissner je 1933. otkrio da se metali ohlađeni do supravodljivoga stanja ponašaju kao savršeni dijamagneti, tj. u tankom površinskom sloju induciraju se struje koje stvaraju takvo magnetsko polje koje poništava vanjsko polje, te je u unutrašnjosti supravodiča magnetsko polje jednako nuli. Ako se na primjer na materijal koji može biti supravodljiv na temperaturama višima od 100 K postavi lagani magnet i ako se materijal polije ukapljenim dušikom, magnet će se podići iznad njega i lebdjeti.
Supravodljivo stanje određuju tri čimbenika svojstvena svakoj tvari: kritična temperatura, kritična magnetska indukcija i kritična gustoća električne struje. Ako je samo jedan od tih triju čimbenika veći od kritične vrijednosti, tvar ne može biti u supravodljivom stanju. Supravodiči se mogu podijeliti na: 
- supravodiče prve vrste, koji su bili prvi otkriveni i uglavnom su čisti kemijski elementi, a koji naglo prelaze u supravodljivo stanje i magnetsko polje ne prodire u njihovu unutrašnjost, i
- supravodiče druge vrste, koji su nađeni poslije, uglavnom su kemijski spojevi i slitine, postupno prelaze u supravodljivo stanje, a u djelomično supravodljivom stanju u njima se oblikuju magnetski vrtlozi.[2]

## Apsolutna nula
Apsolutna nula temperature je temperatura na kojoj termodinamički sustav ima najmanju energiju. Izražena termodinamičkom temperaturom apsolutna nula temperature iznosi nula kelvina (0 K), a Celzijevom temperaturom –273,15 °C. Pojam proizlazi iz Charlesova zakona ovisnosti tlaka plina o temperaturi uz stalni obujam (plinski zakoni). Rezultati tih mjerenja prikazani u t,p-koordinatnom sustavu (na apscisu se nanosi temperatura t, a na ordinatu tlak p) leže na pravcu. Taj pravac siječe apscisu na temperaturi od – 273,15 °C pa bi uz pretpostavku da isti zakon vrijedi i za vrlo niske temperature tlak plina na temperaturi od – 273,15 °C bio jednak nuli. Za još niže temperature produljivanjem tog pravca dobio bi se negativni tlak, što nije moguće. Time se došlo do zaključka da temperatura niža od – 273,15 °C nije moguća.
Charlesov zakon zapravo je samo približan i ne vrijedi za niske temperature jer snižavanjem temperature dolazi do kondenzacije plina u tekućinu, ali je ispravno predviđanje apsolutne nule izvedeno iz tog zakona. Na apsolutnoj nuli temperature u tijelu ne bi potpuno prestala sva molekulska gibanja (kinetička teorija plinova), nego samo ona koja bi se mogla prenositi u obliku topline na druga tijela. Zakoni kvantne fizike ne dopuštaju molekulama tvari da potpuno miruju, nego se one na toj temperaturi statistički raspoređuju po stanjima najmanjih brzina, pa se točna vrijednost apsolutne nule temperature određuje kao temperatura na kojoj je energija tijela najmanja.

## Supratekućina
Supratekućina ili suprafluidnost je naziv za agregatno stanje koje nastaje u nekim ukapljenim plinovima na vrlo niskim temperaturama (2,17 K za helijev izotop 4He), a svojstveni su mu nestanak viskoznosti i beskonačno velika toplinska vodljivost. Pored toga približavanjem temperaturi prijelaza (tzv. lambda točka) specifični toplinski kapacitet također teži k beskonačno velikoj vrijednosti.
Suprafluidnost je stanje ukapljenoga helija koje se očituje gibanjem tekućine bez trenja na ekstremno niskoj temperaturi uz očuvana adhezijska svojstva. Otkrio ju je 1937. Pjotr Leonidovič Kapica, a neovisno o njemu otkrili su je iste godine Donald Misener i John Frank Allen proučavajući pojave do kojih dolazi kada se helij ohladi na temperaturu nižu od 2,17 K. Ako se u suprafluidni helij djelomično uroni prazna posuda, po njezinim će se stijenkama u tankom sloju (do 30 nm) helij penjati i spuštati u posudu sve dok se razina helija u posudi ne izjednači s razinom okolnoga helija; ako se kapilarna cjevčica jednim krajem uroni u suprafluidni helij i osvijetli, na njezinu će gornjem kraju istjecati helij poput vodoskoka visoka do 10 centimetara (takozvani učinak vodoskoka). Danska fizičarka Lena Hau uspjela je 1999. u suprafluidu usporiti svjetlost do brzine 17 m/s, a 2001. uspjela ju je zaustaviti.

## Supravodljivost
Supravodljivost je stanje pojedinih tvari koje se na niskim temperaturama očituje u nestanku njihova električnoga otpora, prolasku električne struje kroz tanku izolatorsku barijeru unutar njih bez električnoga otpora (Josephsonov učinak - Brian Josephson) i lebdenju magneta iznad njihove površine (Meissnerov učinak - Walther Meissner). Supravodǉivost je kvantnomehanička pojava i ne može se objasniti klasičnom fizikom. Tipično nastaje u nekim materijalima na jako niskim temperaturama (nižim od -200 °C).

### BCS-teorija
BCS-teorija ili Bardeen-Cooper-Schriefferova teorija je prva mikroskopska teorija supravodljivosti (1957.). Polazi od pretpostavke da na vrlo niskim temperaturama u kristalnoj rešetki supravodiča privlačno međudjelovanje elektron–rešetka–elektron nadjačava odbojnu električnu silu među elektronima, tj. da elektroni pri prolasku kroz rešetku privlače njezine ione, što rezultira povećanjem gustoće pozitivnog naboja u tom području i, dok se rešetka ne vrati u ravnotežno stanje, privlači druge elektrone. U takvim uvjetima elektroni kojima su spinovi i količine gibanje suprotni gibaju se u parovima (Cooperovi parovi), a svaki par elektrona na međusobnoj udaljenosti od približno 100 nm giba se kroz kristalnu rešetku bez gubitka energije i može tunelirati kroz izolatorsku barijeru. Porastom temperature atomi rešetke sve jače titraju, iznad kritične temperature razdvajaju elektronske parove, elektroni se više ne mogu gibati bez gubitaka i pojavljuje se električni otpor. Za razvoj BCS-teorije John Bardeen, Leon Neil Cooper i John Robert Schrieffer dobili su Nobelovu nagradu za fiziku 1972.

## Ukapljivanje plinova
Ukapljivanje plinova ili likvefakcija je prevođenje plinova u kapljevito (tekuće) agregatno stanje. Provodi se ponajviše radi lakšega prijevoza i skladištenja plinova, te za postizanje niskih temperatura. Plinovi se mogu ukapljiti hlađenjem, kompresijom ili kombinacijom tih postupaka. Pritom značajnu ulogu imaju kritični tlak i kritična temperatura, svojstveni svakomu plinu posebno. Ukapljivanje samo kompresijom pri stalnoj temperaturi uspijeva ako je ta temperatura niža od kritične, a samo hlađenjem pri stalnom tlaku ako je tlak niži od kritičnoga. Tako će zrak pri stalnom atmosferskom tlaku prijeći iz plinovitog u kapljevito agregatno stanje kada ga se ohladi na –194 °C. Slično tomu dolazi do ukapljivanja zraka njegovim tlačenjem na dovoljno visok tlak pri stalnoj temperaturi nižoj od kritične (na primjer pri –150 °C za ukapljivanje zraka potreban je tlak od približno 20 bara). Za zrak je, zbog njegove niske kritične temperature, takav postupak nepraktičan, ali je prikladan na primjer za ugljikov dioksid, koji postaje kapljevit primjenom tlaka od 57,4 bara, pri temperaturi od 20 °C.
Pionirske radove na ukapljivanju plinova niske kritične temperature izveli su 1877. gotovo istodobno francuski fizičar Louis Paul Cailletet (1832. – 1913.) i švicarski fizičar Raoul Pictet (1846–1929), postigavši pojavu magle kisika u laboratorijskim uvjetima. Time su dokazali da je kisik plin koji se može dovesti u kapljevito i čvrsto stanje. Prvo ukapljivanje zraka uspjelo je 1883. poljskim fizičarima Zygmuntu Wróblewskomu (1845. – 1888.) i Karolu Olszewskomu (1846. – 1915.) primjenom trostupanjskoga rashladnoga stroja. Tadašnje stanje rashladne tehnike nije dopuštalo uporabu takvih kaskadnih rashladnih uređaja za industrijsku primjenu, ali se oni danas primjenjuju ravnopravno s ostalim sustavima ukapljivanja plinova.
Prvi industrijski uređaj za ukapljivanje plinova, ponajprije zraka, patentirao je 1895. Carl von Linde. Uređaj je zasnovan na Joule-Thomsonovu učinku, prema kojemu plinovi prilikom smanjenja tlaka (prigušivanja) mijenjaju temperaturu: iznad takozvane inverzne temperature oni se zagrijavaju, a ispod nje se hlade. Jednostupanjski Lindeov uređaj izvana je dobro izoliran protusmjerni izmjenjivač topline (rekuperator), a čini ga cijev u cijevi. Kroz središnju cijev struji vrlo stlačen plin (oko 200 bara), koji se na izlazu prigušuje na atmosferski tlak. Pritom se na primjer zrak hladi za 0,25 °C/bar, pa se pri prigušenju s 200 na 1 bar ohladi za približno 50 °C. Dio tako ohlađena plina vraća se kroz vanjsku cijev rekuperatora, hladeći u protustruji novonadolazeći stlačeni plin. Plin nakon višekratnoga prigušivanja poprima temperaturu koja je niža od vrelišta, te se jedan dio izlučuje kao kapljevita faza, dok se ostatak (zasićena para) vraća u rekuperator kako bi se hladio novonadolazeći plin. Linde je postupak usavršio uvođenjem stupnjevane kompresije i prigušivanja te prethlađenjem plina. Takvi usavršeni postupci koriste se i danas u industrijskim pogonima za ukapljivanje zraka i drugih plinova, a primjenjuju se i slični postupci, u kojima je prigušni dio zamijenjen ekspanzijskim strojem radi povrata dijela rada utrošena pri kompresiji. Takvi su postupak sa stapnim kompresorom i ekspanderom, te postupak s turbokompresorom i turboekspanderom. Za ukapljivanje plinova služe i strojevi zasnovani na lijevokretnom Stirlingovu procesu (patent Philips), te kaskadni rashladni uređaji.
Danas se od plinova najviše ukapljuje zrak, iz kojega se frakcijskom destilacijom izdvaja kisik (svjetska proizvodnja viša od 100 milijuna tona na godinu) za metalnu i kemijsku industriju, dušik, koji se u kapljevitom stanju koristi za postizanje niskih temperatura, te plemeniti plinovi, prije svega argon. Osim zraka, u velikim se količinama ukapljuju i gorivi plinovi: smjesa propana i butana u bocama za kućansku uporabu kapljevita je pri sobnoj temperaturi već na umjerenim tlakovima (između 2,5 i 8 bara, ovisno o udjelu propana), a za ukapljivanje metana pri atmosferskom tlaku (približno 1 bar) potrebno ga je ohladiti na temperaturu od –162 °C. U budućnosti se očekuje izdašna primjena vodika, koji se racionalno skladišti samo u kapljevitom stanju, a kapljeviti helij osobito je važan u istraživanju supravodljivosti.